# Міхалкі (Люблінське воєводство)
Міхалкі (пол. Michałki) — село в Польщі, у гміні Рокитно Більського повіту Люблінського воєводства. Населення — 192 особи (2011).

## Історія
За даними етнографічної експедиції 1869—1870 років під керівництвом Павла Чубинського, у селі переважно проживали греко-католики, які розмовляли українською мовою.
За німецьким переписом 1940 року, у селі налічувалося 377 осіб, з них 147 українців, 201 поляк, 29 «русинів»; на однойменній колонії проживало 96 осіб (95 поляків і один українець). З вересня 1940 р. до червня 1941 р. в селі вчителював Богдан Мостиський.
Як звітував командир сотні УПА Іван Романечко («Ярий») у травні 1946 року, у село майже щоночі заходила польська банда, яка грабувала та била українців і казала їм виїжджати «за Буг». Українцям наказували до 20 травня 1946 року покинути село.
У 1975—1998 роках село належало до Білопідляського воєводства.

## Населення
Демографічна структура станом на 31 березня 2011 року:
|          | Загалом | Допрацездатний вік | Працездатний вік | Постпрацездатний вік |
| -------- | ------- | ------------------ | ---------------- | -------------------- |
| Чоловіки | 94      | 22                 | 60               | 12                   |
| Жінки    | 98      | 24                 | 43               | 31                   |
| Разом    | 192     | 46                 | 103              | 43                   |